# Désastre naval des Sorlingues
Le désastre naval de Sorlingues (en anglais : Scilly naval disaster of 1707) est un terme générique utilisé pour décrire les événements du 22 octobre 1707, qui ont conduit au naufrage de la flotte anglaise au large des Sorlingues (en anglais : Scilly). Avec quatre vaisseaux de ligne et plus de 1 400 marins perdus en raison du mauvais temps, il s'agit d'un des plus importants désastres maritimes dans l'histoire des îles Britanniques. Il fut déterminé par la suite que la principale cause de ce naufrage était l'incapacité des navigateurs d'alors de calculer précisément leur position.

## Contexte

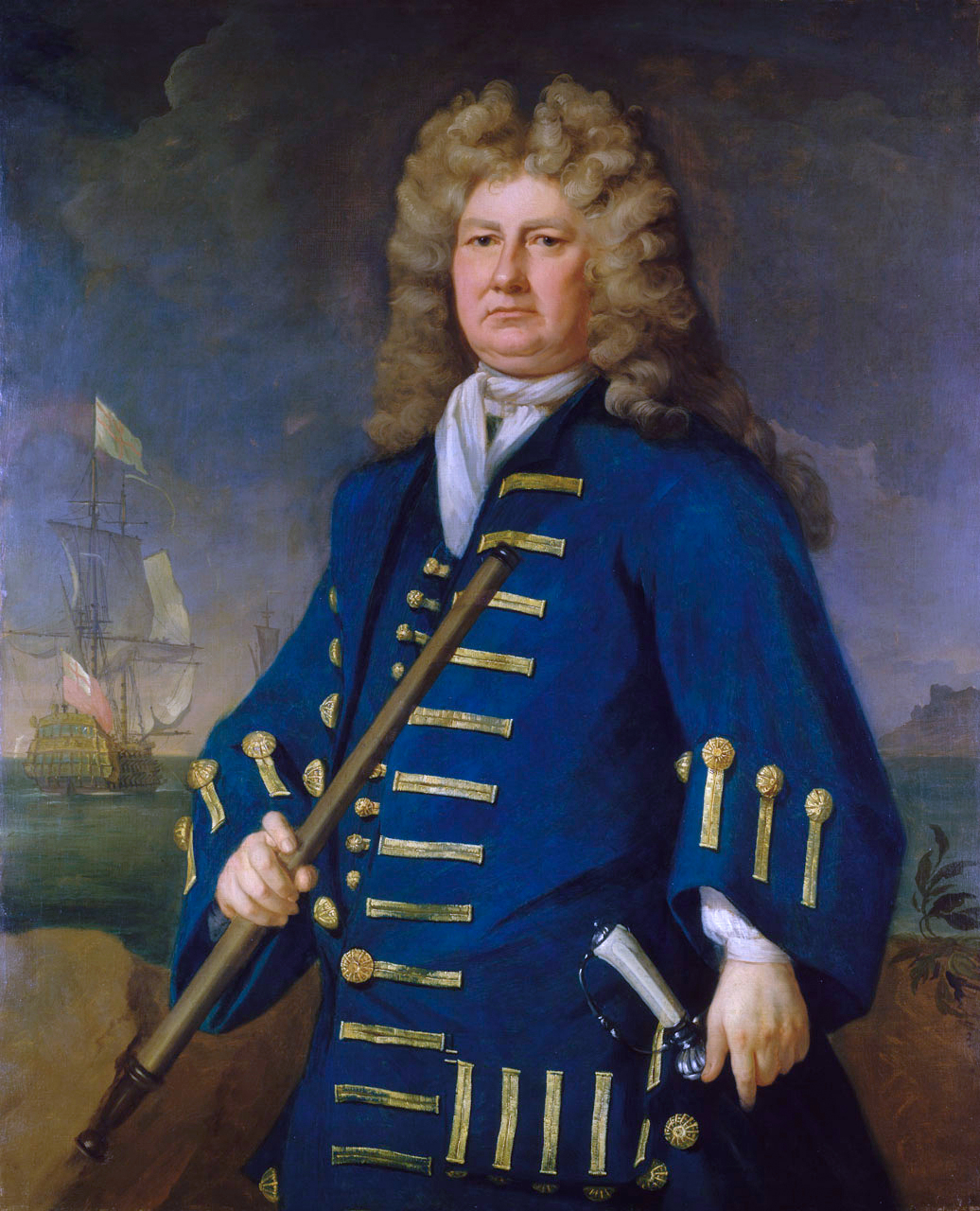
Cloudesley Shovell, (1650–1707). Huile sur toile de Michael Dahl.

Durant l'été 1707, pendant la guerre de Succession d'Espagne, une flotte combinée britannique, autrichienne et hollandaise, placée sous le commandement du prince Eugène assiège et tente de prendre le port de Toulon. Pendant cette campagne, qui a lieu du 29 juillet au 21 août, le royaume de Grande-Bretagne envoie une flotte en soutien. Conduite par le Commander-in-Chief of the British Fleets, Sir Cloudesley Shovell, les vaisseaux mettent les voiles en direction de la Méditerranée, attaquent Toulon et parviennent à endommager les vaisseaux français qui s'étaient réfugiés dans le port. Côté terre, la ville est prise en tenaille par une armée autrichienne et savoyarde qui a franchi les Alpes et traversé la Provence d'Est en Ouest. La campagne est néanmoins un échec, l'alliance étant finalement battue car les fortifications de Toulon tiennent bon. 
La flotte britannique reçoit l'ordre de rentrer au pays, fait escale à Gibraltar avant de se diriger vers Portsmouth à la fin du mois d'octobre. La flotte placée sous les ordres de Shovell, est alors constituée de quinze vaisseaux de ligne : Les HMS Association, HMS Royal Anne, HMS Torbay, HMS St George, HMS Cruizer, HMS Eagle, HMS Lenox, HMS Monmouth, HMS Orford, HMS Panther, HMS Romney, HMS Rye, HMS Somerset, HMS Swiftsure, HMS Valeur, ainsi que quatre brûlots (HMS Firebrand, HMS Griffin, HMS Phoenix, HMS Vulcan), le sloop HMS Weazel et le yacht HMS Isabella.

## Perte des vaisseaux

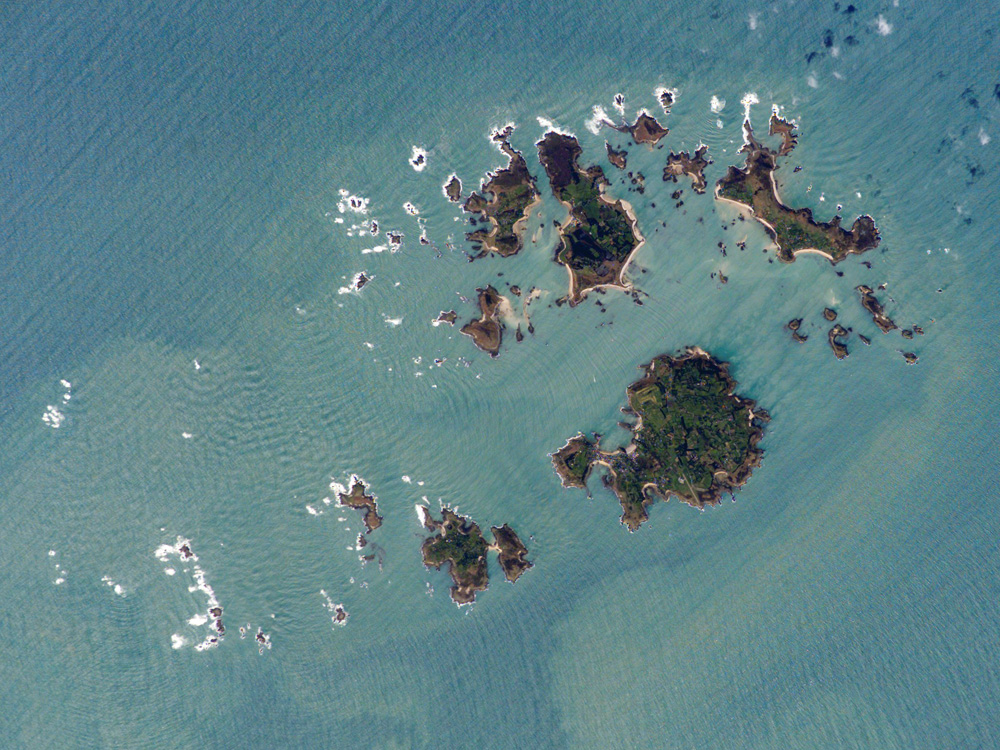
Les îles Sorlingues. Les Western Rocks, Crim Rocks et Bishop Rock en bas à gauche de cette image satellite.

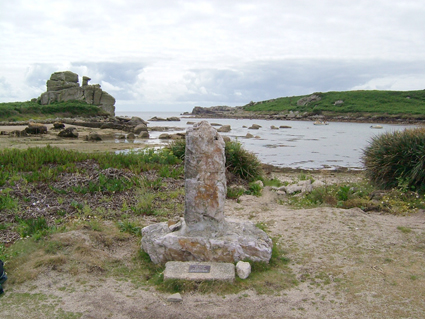
Mémorial à Cloudesley Shovell à Porthellick Cove.

La flotte de l'amiral Shovell, composée de vingt-et-un navires, quitte Gibraltar le 29 septembre, avec le HMS Association comme vaisseau amiral, le HMS Royal Anne est monté par le Vice Admiral of the Blue Sir George Byng et le HMS Torbay et le Rear-Admiral of the Blue Sir John Norris. La traversée est marquée par le gros temps et une mer déchaînée. Alors que la flotte quitte l'océan Atlantique et entre dans le golfe de Gascogne sur son chemin vers l'Angleterre, les bourrasques redoublent d'intensité faisant progressivement dévier les vaisseaux de leur route. Finalement, pendant la nuit du 22 octobre 1707 (Old Style, 2 novembre 1707 dans le calendrier grégorien), l'escadre entre dans la Manche et les pilotes de l'escadre croient alors que la traversée touche à sa fin. 
Le 21 octobre (1er novembre), profitant d'une éclaircie, Shovell effectue une observation astronomique pour déterminer la position de sa flotte, probablement la première qu'il est en mesure de faire depuis plusieurs jours. Le lendemain, le temps se dégrade à nouveau et une nouvelle tempête frappe la flotte britannique. Après avoir sondé les fonds et estimé leur profondeur à 90 fathoms, l'amiral convoque les pilotes des différents navires de l'escadre à bord du HMS Association, et consulte ces derniers sur la position actuelle de sa flotte. Tous pensent que cette dernière se trouve à la même latitude qu'Ouessant au large des côtes de France, à l'exception du pilote breton du HMS Lenox, qui estime qu'ils étaient à proximité des îles Sorlingues (en anglais : Isles of Scilly), et que trois heures de navigation leur suffiraient pour être en vue de ces îles. 
Shovell adopte l'opinion dominante et détache le HMS Lenox, le HMS Valeur et le HMS Phoenix en direction de Falmouth, Cornouailles. Ces vaisseaux, suivant une route nord-est, se retrouvent bientôt entourés de rochers et d'îlots au sud-ouest des îles Sorlingues, où le Phoenix subit tant de dégâts que son capitaine et son équipage sont contraints d'échouer leur navire sur un banc de sable situé entre Tresco et St Martin's, pour se sauver. Avant que la flotte ne réalise son erreur, elle vient s'abîmer sur des rochers affleurant et quatre vaisseaux sombrent,, :
- le HMS Association, un vaisseau de ligne de deuxième rang de 90 canons commandé par le captain Edmund Loades, s'abîme sur le Outer Gilstone Rock (voir image)[6] au large  Scilly’s Western Rocks à 20 h 0 et coule, l'ensemble des membres d'équipage se noient y compris l'amiral Sir Cloudesley Shovell[7],[8]. Suivant le HMS Association de près, le HMS St George[9] voit le vaisseau amiral sombrer en trois ou quatre minutes. Le St George heurte également les rochers et est endommagé mais parvient à se dégager, tout comme le HMS Phoenix qui s'échoue sur un banc de sable entre Tresco et St Martin's[9], il sera par la suite dégagé.

- le HMS Eagle, un vaisseau de 3e rang de 70 canons, commandé par le captain Robert Hancock[2], heurte les Crim Rocks et se déporte en direction de Tearing Ledge qui fait partie des Western Rocks. Il coule à quelques centaines de mètres de distance du Bishop Rock, son épave repose à une profondeur de 130 pieds (39,6 m)[9].

- le HMS Romney, un vaisseau de 4e rang de 50 canons, commandé par le captain William Coney[2], heurte Bishop Rock et coule en quelques minutes. Tout l'équipage meurt noyé à l'exception d'un homme. Le seul survivant des trois plus gros vaisseaux est George Lawrence, qui était boucher avant de rejoindre l'équipage du Romney en tant que quartier-maître[10],[11].

- le HMS Firebrand, un brûlot commandé par le captain Francis Percy, s'abîme sur l'Outer Gilstone Rock comme l'Association, mais, contrairement à son vaisseau amiral, il est soulevé par une énorme vague. Percy parvient à conduire son navire gravement endommagé jusqu'à la côte sur des Western Rocks[9] entre St Agnes et Annet[Lequel ?], mais il sombre dans le Smith Sound, à proximité du Menglow Rock perdant 28 hommes sur les 40 qui composaient son équipage[10].

Le nombre exact d'officiers, marins et marines tués au cours de ces naufrages est inconnu. Les estimations varient entre 1 400 et plus de 2 000, faisant de cette tragédie l'un des plus importants désastres maritimes de l'histoire britannique. Dans les jours qui suivent les naufrages, des corps continuent à s'échouer le long des côtes des Sorlingues avec les débris des vaisseaux de guerre et les effets personnels. De nombreux marins sont enterrés sur l'île de St Agnes.
Le corps de l'amiral Shovell, ainsi que celui de ses deux beaux-fils Narborough et de son flag-captain, Edmund Loades, s'échouent sur Porthellick Cove, sur St Mary's le lendemain, à près de 7 milles (11,3 km) du lieu de naufrage de l’Association. Un petit mémorial sera érigé plus tard sur ce site. Les circonstances de la découverte du corps de l'amiral ont donné lieu à plusieurs légendes. Shovell est enterré à titre temporaire sur la plage de St Mary's,. Sur ordre de la Reine Anne son corps est exhumé par la suite, embaumé et emmené à Londres pour y être enterré dans l'abbaye de Westminster. Un large monument en marbre situé dans l'allée sud du chœur est sculpté par Grinling Gibbons. Un important mémorial montrant le naufrage de l’Association a été sculpté dans l'église de Knowlton (Kent) près de Douvres, ville d'origine des Narborough.

## Légendes à propos du désastre
La légende veut qu'un simple marin à bord du vaisseau de l'amiral Shovell ait essayé de prévenir l'équipage que la flotte avait dévié de sa route, soit parce qu'il était natif des Sorlingues et qu'il connaissait l'odeur distinctive qui se dégageait à l'approche des îles, soit parce qu'il tenait son propre journal de bord (une variante qui apparaît à la fin du XIXe siècle), mais Shovell le fait pendre au mât de misaine pour incitation à la mutinerie. Bien qu'il soit tout à fait probable qu'un marin ait pu alerter sur la position du vaisseau et sur son sort (de tels débats étaient courants parmi les équipages à l'entrée de la Manche comme le note Samuel Pepys en 1684), il n'existe pas de mention dans des documents contemporains qu'un homme ait été pendu. Que cet homme ait été pendu ou pas, il aurait quoi qu'il arrive partagé le destin tragique des autres membres de l'équipage de l’Association quelques heures plus tard. 
Une autre légende prétend que Shovell était toujours en vie, ou du moins agonisant, lorsqu'il atteint les îles Sorlingues à Porthellick Cove, et qu'il aurait été assassiné par une femme pour lui voler sa bague sertie d'une émeraude inestimable, qui lui avait été offerte par l'un de ses plus proches amis, le capitaine James Lord Dursley. À l'époque, les îles Sorlingues avaient la réputation d'être sauvages et anarchiques. D'après une lettre écrite en 1709 par Edmund Herbert, qui fut envoyé aux Sorlingues par la famille de Shovell pour l'aider à localiser et récupérer les objets ayant appartenu à l'amiral, le corps de Sir Cloudesley Shovell a été découvert en premier par deux femmes qui « déchirèrent sa chemise » et « sa bague fut retirée de son doigt, laissant sur celui-ci une marque ». Elizabeth, la veuve de l'amiral, avait offert une importante récompense pour la restitution de tout objet lui ayant appartenu. L'aveu que l'amiral ait été assassiné ne serait survenu que trente ans plus tard lorsque la femme, sur son lit de mort, sortit la bague et confessa au prêtre qu'elle avait tué l'amiral. L'homme renvoya la bague au 3e comte de Berkeley.

## Représentation à la télévision
Le désastre est décrit au début de la série télévisée Longitude (en) (2000), qui est basée sur le livre du même nom.